# Jessica Ryan
Jessica Ryan (Arizona; 3 de septiembre de 1986) es una actriz pornográfica y modelo erótica estadounidense.

## Biografía
Jessica Ryan nació en el estado de Arizona (Estados Unidos) en septiembre de 1986, en una familia con ascendencia alemana e irlandesa. Sus primeros trabajos fueron como niñera y en un cine a los dieciséis años. Además, Ryan trabajó en una clínica quiropráctica haciendo masajes antes de decidirse a realizar sus primeras sesiones como modelo erótica para distintos portales como Reality Kings.
Debutó como actriz pornográfica en 2013, realizando su primera escena a los 27 años el día de Halloween. Dentro ya de la industria, ha realizado diversas escenas de masturbación en solitario, sexo lésbico, interracial o BDSM; y ha trabajado para estudios como Hustler Video, Penthouse, Pure Play Media, Digital Playground, Kick Ass, Wicked Pictures, Zero Tolerance, Brazzers, Bangbros, Girlfriends Films, Evil Angel o Naughty America, entre otros.
En mayo de 2016 abandonó la firma de ATMLA para pasar a ser agente libre.
Ha rodado más de 640 películas como actriz.
Algunas películas suyas son Adult Guidance 7, BBC Is Better 3, Chocolate Desires, Divine Sex, Family Affair, Hard Passion, Instant Lesbians, Naughty Office 34, Our Family's Little Secret, Real Estate Sex o Squirtamania 36.

## Premios y nominaciones
| Año  | Ceremonia    | Resultado | Premio                                    | Trabajo |
| ---- | ------------ | --------- | ----------------------------------------- | ------- |
| 2015 | Premios AVN  | Nominada  | Premio fan: Personalidad más extravagante | —       |
| 2017 | Premios AVN  | Nominada  | Premio fan: Culo más épico                | —       |
| 2022 | Premios AVN  | Nominada  | Aparición mainstream del año              | —       |
| 2022 | Premios XBIZ | Nominada  | Artista MILF del año                      | —       |
| 2023 | Premios AVN  | Nominada  | Artista MILF / Cougar del año             | —       |
| 2024 | Premios XBIZ | Nominada  | Artista lésbica del año                   | —       |